# Pier Luigi Carta
Pier Luigi Carta (Jerzu, 21 giugno 1948) è un politico italiano, primo presidente della nuova Provincia dell'Ogliastra.
Esponente dei Socialisti Democratici Italiani prima, del Partito Socialista poi, e infine approdato nel Partito Democratico, è stato sindaco di Jerzu e presidente della Comunità montana dell'Ogliastra, è stato uno dei promotori dell'autonomia territoriale dell'Ogliastra, ottenendo lo scorporo dalla provincia di Nuoro.
È stato eletto Presidente della Provincia nel turno elettorale del 2005 (elezioni dell'8 e 9 maggio), raccogliendo il 60% dei voti in rappresentanza di una coalizione di centrosinistra.
È sostenuto, in consiglio provinciale, da una maggioranza costituita da DS, La Margherita, SDI, Partito Sardo d'Azione, UDEUR, PRC, Progetto Sardegna e Comunisti Italiani. Il mandato amministrativo è scaduto nel 2010.